# Äkta kastanj
Äkta kastanj (Castanea sativa) är ett träd i familjen bokväxter som förekommer i Syd- och Centraleuropa och Balkan till Turkiet och Kaukasus samt i nordvästra Afrika. Den växer också i Östangeln, alltså i området omkring de engelska städerna Ipswich och Norwich, där de bildar mindre skogar. Arten kan överleva i sydligaste Sverige och ibland också få mogna frukter där, åtminstone under år med lång växtsäsong. Äkta kastanj har konstaterats förvildad bland annat i Varberg (mitt på västkusten), och i Ljunghusen på Falsterbonäset (i sydvästligaste Skåne). Frösådda unga exemplar drabbas i Sverige ofta av frostskador, vilket inte nödvändigtvis dödar dem, men leder till ett mer buskliknande växtsätt. 

## Ekologi
Arten växer främst i låglandet och i låga bergstrakter upp till 1000 meter över havet. I sällsynta fall når den 1800 meter över havet.
Några exemplar kan bli 1000 år gamla. Äkta kastanj gynnas av en månadstemperatur om 10 °C och årsnederbörd om 800 mm. Den är rätt känslig för extremt väder som torka och långvarig frost. Pollineringen sker främst genom vinden och genom insekter. Äkta kastanj kan bilda skogar där inga andra träd ingår men den är lika vanlig i lövskogar med andra lövträd.

## Utseende

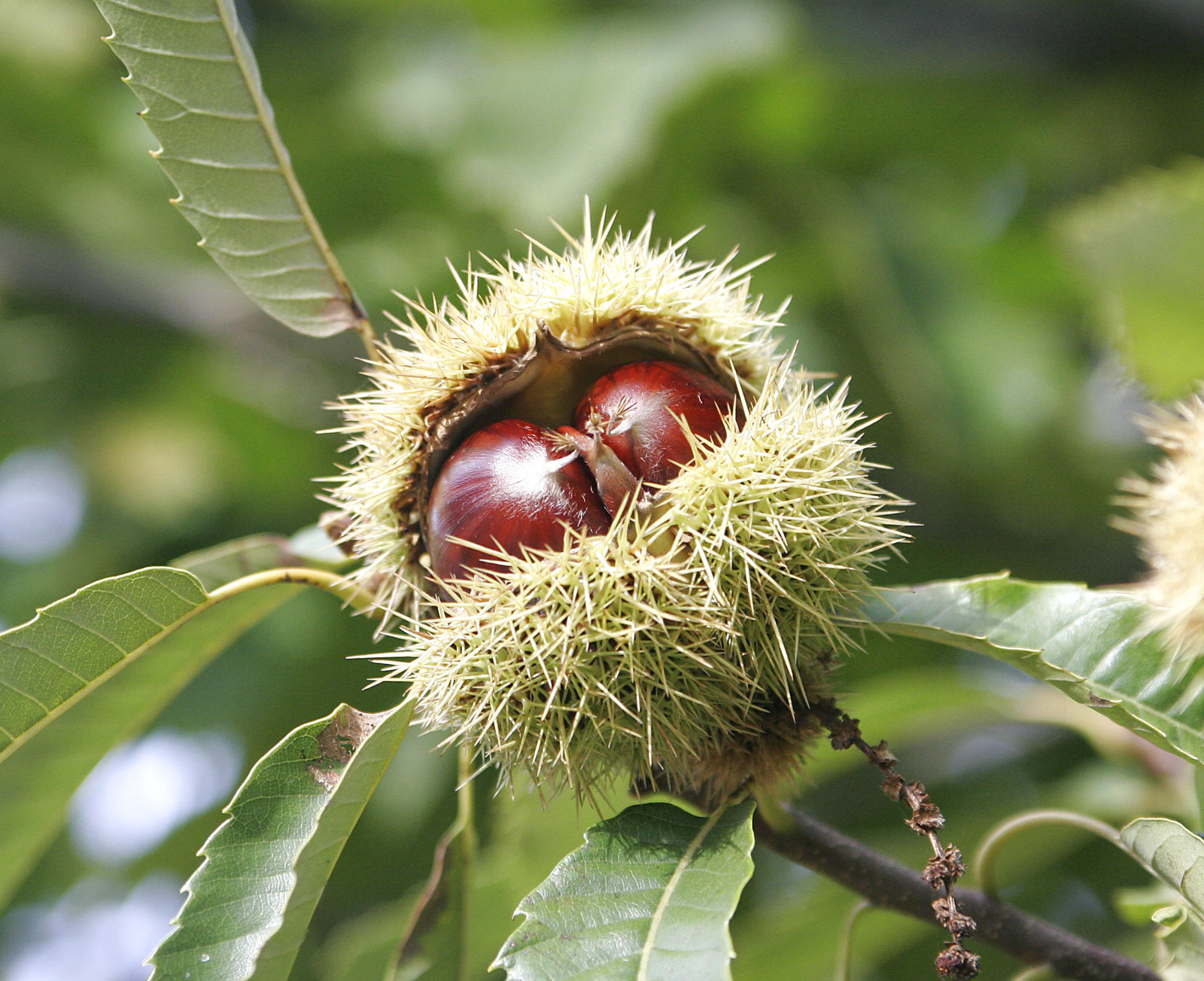
Kastanjer i sin svepeskål.

Äkta kastanj är när den är fullt utväxt 20–35 meter hög.. Trädet liknar i form och storlek arter i eksläktet (Quercus) och blir nästan lika gamla, men växer snabbare till full storlek.
Blommorna växer i stora upprättstående klasar. Kastanjens frukt är en nöt och sitter gruppvis två eller tre i ett mycket tjockt och taggigt skal. Detta skal kallas svepeskål, av svepe, krans eller hölje av högblad under blomma, och skål. 

## Användningsområden

### Livsmedel och foder
Nötter från äkta kastanj är ätliga och har på grund av detta under lång tid odlats av människan. Från romartiden och framåt kom kastanjen till nordligare breddgrader och odlades ofta av munkar i klosterträdgårdar. Idag kan man hitta sekelgamla träd runt om i Central- och Västeuropa. Den smakrika nöten används till konfekt eller äts rostad med salt och smör, vilket är populärt i England, Frankrike och Italien, särskilt på Korsika, och i Schweiz. Nötterna kan också kokas eller malas till kastanjemjöl, som används i olika maträtter. Vidare används kastanjer också som djurfoder.
Den äkta kastanjen skall inte förväxlas med den snarlika hästkastanjen (Aesculus hippocastanum), vars nötter är giftiga.

### Virke

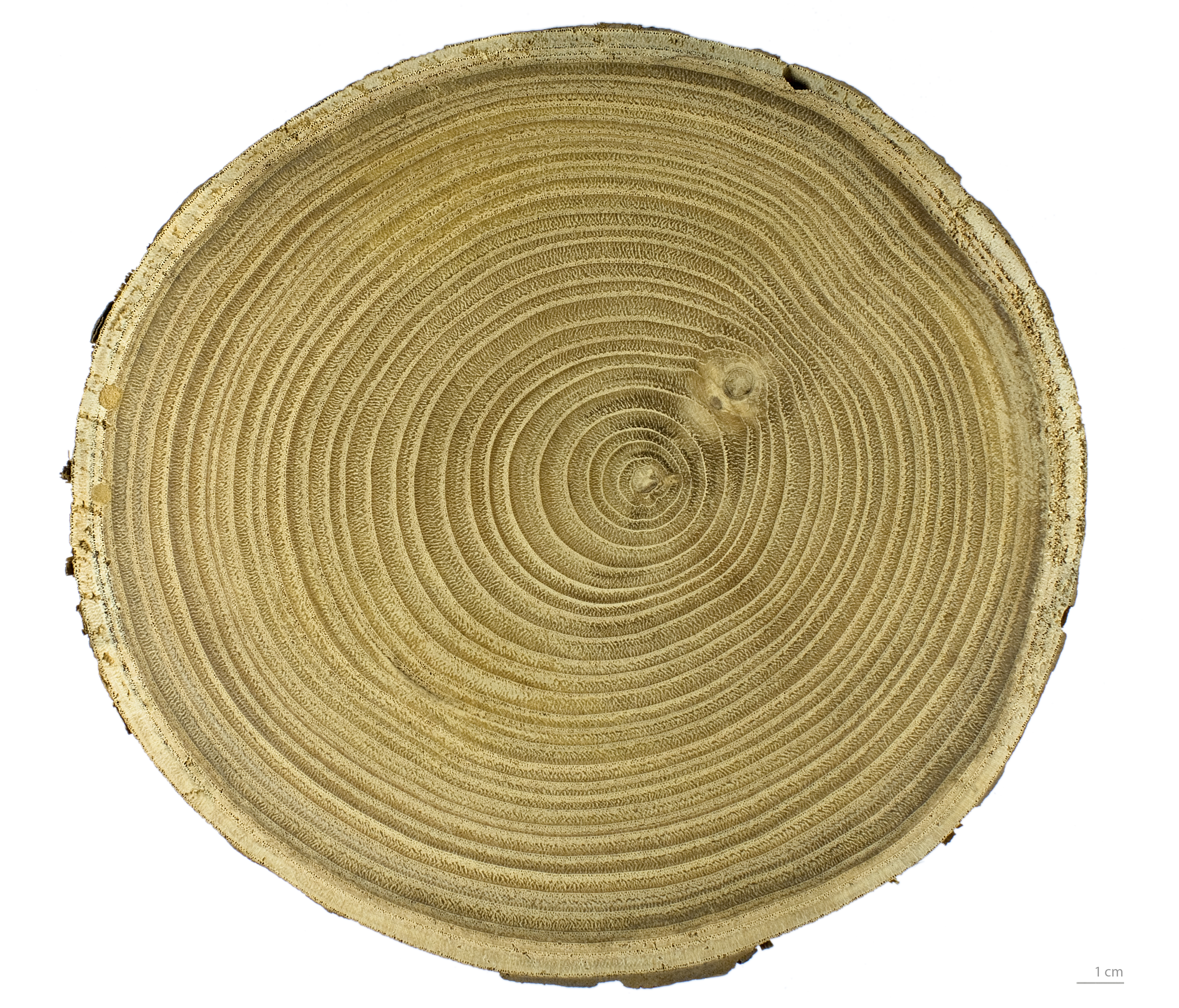
Castanea sativa

Kastanjens ved är tät och tung, och virket kan användas till snickeriarbeten och vinfat. Barken kan användas för att tillverka tannin.

## Bevarandestatus
Ibland drabbas exemplar av skadeorganismer som svampen Cryphonectria parasitica eller arter av släktet Phytophthora (där bland annat potatisbladmögel ingår). Ofta undanträngs naturliga bestånd av planterade exemplar. Antagligen medför framtida klimatförändringar längre tider med torka; hela populationen anses fortfarande vara stabil. IUCN listar äkta kastanj som livskraftig.